# Montemesola
Montemesola är en ort och kommun i provinsen Taranto i regionen Apulien i Italien. Kommunen hade 3 839 invånare (2017).